# 塞古拉
塞古拉（西班牙語：Segura）是西班牙巴斯克自治区吉普斯夸省的一个市镇。总面积9平方公里，总人口1225人（2001年），人口密度136人/平方公里。